# Anna Birjukova
Anna Germanovna Birjukova, (ryska: Анна Германовна Бирюкова) född den 27 september 1967, Sverdlovsk, Ryska SSR, Sovjetunionen är en rysk f.d. friidrottare (trestegshoppare).
Birjukova tillhörde pionjärerna inom det kvinnliga tresteget och vann VM-guld 1993 i Stuttgart då hon hoppade det nya världsrekordet 15,09. Året därefter vann hon även EM-guld. Vid VM i Göteborg 1995 blev Birjukova bara trea och fick se sitt världsrekord slaget av Inessa Kravets. 